# Escrime aux Jeux européens de 2023
Navigation
Édition précédente
Les épreuves d'escrime aux Jeux européens de 2023 ont lieu à la Tauron Arena Kraków, à Cracovie, en Pologne, du 26 juin - 1er juillet 2023. 12 épreuves sont au programme.
Initialement, la compétition est qualificative pour les épreuves individuelles et collectives d'escrime aux Jeux olympiques d'été de 2024 à Paris. 
Les Jeux européens de 2023 se déroulant en l'absence de délégations russes et biélorusses en raison de l'invasion de l'Ukraine par la Russie depuis 2022, et le Comité international olympique recommandant aux fédérations internationales d'inclure les Russes et Biélorusses sous bannières neutre individuellement (les équipes restant exclues), la Fédération internationale d'escrime décide de retirer l'aspect qualificatif des Jeux européens pour les épreuves individuelles en mai 2023.
Seules les compétitions par équipes octroient des points au classement FIE, pour la qualification olympique, et équivalent à un titre de champion d'Europe. Les compétitions individuelles ont eu lieu à Sofia dans le cadre des championnats d'Europe d'escrime 2023. La dévalorisation des épreuves individuelles entraîne leur désertion par certains tireurs, notamment la délégation française.

## Programme
Le programme est le suivant :
| CO | Cérémonie d'ouverture | T | Entrainements | ● | Compétitions | 1 | Finales | CC | Cérémonie de clôture |

| Juin/Juillet | Juin/Juillet | 21 | 22 | 23 | 24 | 25 | 26 | 27 | 28 | 29 | 30 | 1 | 2  | Épreuves |
| ------------ | ------------ | -- | -- | -- | -- | -- | -- | -- | -- | -- | -- | - | -- | -------- |
| Escrime      | Escrime      | CO |    |    |    | 2  | 2  | 2  | 2  | 2  | 2  |   | CC | 12       |

## Médaillés

### Hommes
| Épée individuelle   | Tristan Tulen                                                              | Miguel Frazão                                                       | Volodymyr Stankevych Manuel Bargues                                               |  |  |  |
| Épée par équipes    | Hongrie- Tibor Andrásfi - Máté Koch - Dávid Nagy - Gergely Siklósi         | Suisse- Alexis Bayard - Théo Brochard - Hadrien Favre - Max Heinzer | Italie- Gabriele Cimini - Davide Di Veroli - Andrea Santarelli - Federico Vismara |  |  |  |
|                     |                                                                            |                                                                     |                                                                                   |  |  |  |
| Fleuret individuel  | Michał Siess                                                               | Jonas Winterberg-Poulsen                                            | Stef van Campenhout Laurenz Rieger                                                |  |  |  |
| Fleuret par équipes | Italie- Alessio Foconi - Daniele Garozzo - Filippo Macchi - Tommaso Marini | France- Alexandre Ediri - Enzo Lefort - Maxime Pauty - Rafael Savin | Allemagne- Alexander Kahl - Luis Klein - Paul Faul - Laurenz Rieger               |  |  |  |
|                     |                                                                            |                                                                     |                                                                                   |  |  |  |
| Sabre individuel    | Sandro Bazadze                                                             | Krzysztof Kaczkowski                                                | Áron Szilágyi William Deary                                                       |  |  |  |
| Sabre par équipes   | France- Boladé Apithy - Sébastien Patrice - Maxime Pianfetti - Tom Seitz   | Italie- Luca Curatoli - Michele Gallo - Matteo Neri - Luigi Samele  | Allemagne- Raoul Bonah - Lorenz Kempf - Frederic Kindler - Matyas Szabo           |  |  |  |

### Femmes
| Épée individuelle   | Dzhoan Feybi Bezhura                                                                                | Martyna Swatowska-Wenglarczyk                                                 | Anna Kun Alexandra Ehler                                                       |  |  |  |
| Épée par équipes    | France- Marie-Florence Candassamy - Alexandra Louis-Marie - Auriane Mallo-Breton - Coraline Vitalis | Hongrie- Lili Büki - Anna Kun - Eszter Muhari - Dorina Wimmer                 | Italie- Rossella Fiamingo - Federica Isola - Mara Navarria - Alberta Santuccio |  |  |  |
|                     | |                                                                               |                                                                                |  |  |  |
| Fleuret individuel  | Julia Walczyk-Klimaszyk                                                                             | Flóra Pásztor                                                                 | Mălina Călugăreanu Gili Kuritzky                                               |  |  |  |
| Fleuret par équipes | Italie- Martina Batini - Martina Favaretto - Francesca Palumbo - Alice Volpi                        | France- Anita Blaze - Morgane Patru - Pauline Ranvier - Ysaora Thibus         | Allemagne- Leandra Behr - Aliya Dhuique-Hein - Leonie Ebert - Anne Sauer       |  |  |  |
|                     | |                                                                               |                                                                                |  |  |  |
| Sabre individuel    | Olha Kharlan                                                                                        | Ilinca Pantis                                                                 | Theodóra Gkountoúra Eloisa Passaro                                             |  |  |  |
| Sabre par équipes   | France- Manon Brunet - Sara Balzer - Cécilia Berder - Margaux Rifkiss                               | Italie- Martina Criscio - Rossella Gregorio - Chiara Mormile - Eloisa Passaro | Hongrie- Sugár Katinka Battai - Renáta Katona - Liza Pusztai - Luca Szucs      |  |  |  |

## Tableau des médailles
- Pays organisateur (Pologne)

| Rang  | Nation          | Or | Argent | Bronze | Total |
| ----- | --------------- | -- | ------ | ------ | ----- |
| 1     | France          | 3  | 2      | 0      | 5     |
| 2     | Italie          | 2  | 2      | 3      | 7     |
| 3     | Pologne         | 2  | 2      | 0      | 4     |
| 4     | Ukraine         | 2  | 0      | 1      | 3     |
| 5     | Hongrie         | 1  | 2      | 3      | 6     |
| 6     | Géorgie         | 1  | 0      | 0      | 1     |
| 6     | Pays-Bas        | 1  | 0      | 0      | 1     |
| 8     | Roumanie        | 0  | 1      | 1      | 2     |
| 9     | Danemark        | 0  | 1      | 0      | 1     |
| 9     | Portugal        | 0  | 1      | 0      | 1     |
| 9     | Suisse          | 0  | 1      | 0      | 1     |
| 12    | Allemagne       | 0  | 0      | 5      | 5     |
| 13    | Belgique        | 0  | 0      | 1      | 1     |
| 13    | Espagne         | 0  | 0      | 1      | 1     |
| 13    | Grande-Bretagne | 0  | 0      | 1      | 1     |
| 13    | Grèce           | 0  | 0      | 1      | 1     |
| Total | Total           | 12 | 12     | 18     | 42    |